# 서울에서 마지막 탱고
"서울에서 마지막 탱고"는 1985년에 개봉한 대한민국의 영화이다.

## 캐스팅
- 오수비 : 수진 역
- 김동현 : 신 박사 역
- 유승무 : 협 역
- 배수천 : 사나이 역
- 강수영 : 경아 역
- 김수경 : 민아 역
- 조용수 : 40대 역
- 이영호 : 50대 역
- 허란 : 아나운서 역
- 여재하 : 남자 역
- 나기수 : 청년 역
- 나갑성 : 형사 역
- 김용 : 피서객 역
- 김태호 : 피서객 역
- 김영후 : 피서객 역